# Platystoma seminationis
Platystoma seminationis is een vliegensoort uit de familie van de Platystomatidae. De wetenschappelijke naam van de soort is voor het eerst geldig gepubliceerd in 1775 door Fabricius.

## Uiterlijk
De vlieg kan 5 tot 7 mm lang worden en heeft een donkergrijs gespikkeld lichaam en bruine ogen. De doorzichtige vleugels zijn donkergrijs met witte vlekjes, een opmerkelijk uiterlijk dat, in Nederland, niet te verwarren is met dat van andere vliegen.

## Leefwijze
De volwassen dieren zijn vrij sloom, ze kruipen over kruidachtige vegetatie op schaduwrijke plaatsen en eten stuifmeel en nectar. De eitjes worden gelegd in composthopen en rottend plantenmateriaal waar de larven zich ontwikkelen. Tijdens de paring 'kussen' het mannetje en vrouwtje elkaar met hun grote proboscis en worden daarom wel 'kussfliege' genoemd in het Duits.

## Leefgebied
De soort in in Europa vrij algemeen en is in Nederland ook regelmatig te vinden, bij 
voorkeur op heksenmelk (Euphorbia esula) en andere planten uit de wolfsmelkfamilie (Euphorbiaceae)

## Fotogalerij

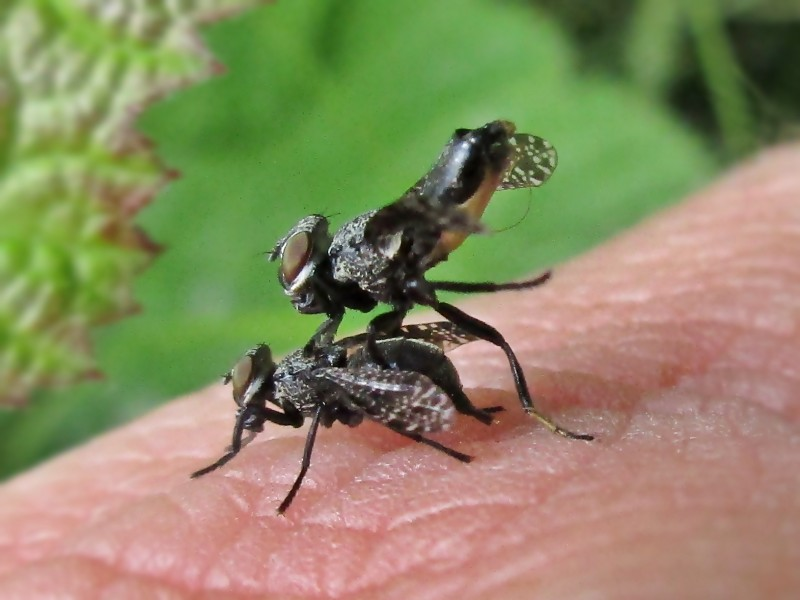
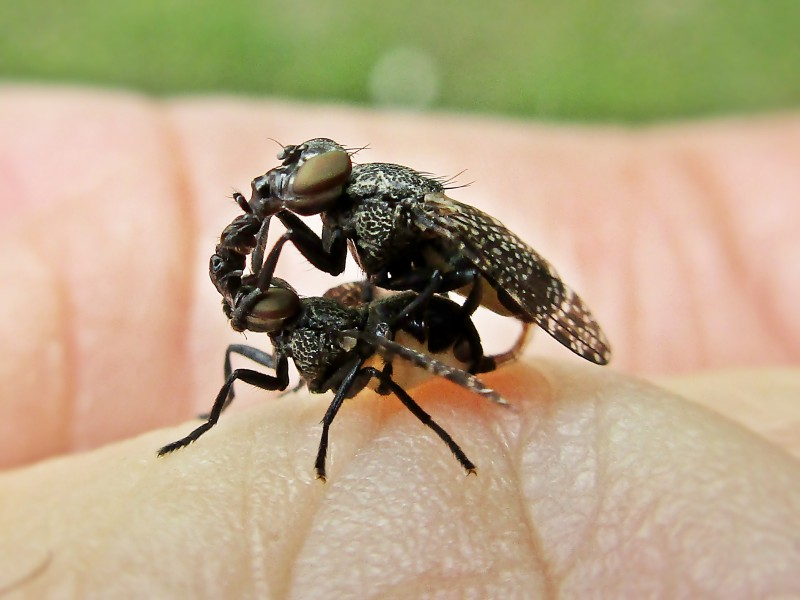
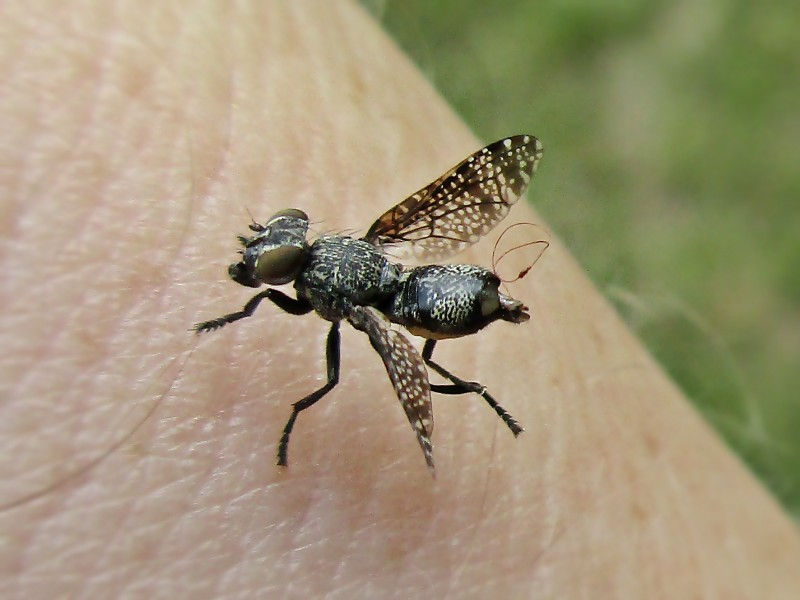